# Teatro Nacional Manuel Bonilla
El Teatro Nacional Manuel Bonilla es un centro cultural ubicado en la ciudad de Tegucigalpa, Honduras.

## Historia
En el año 1905 varios intelectuales capitalinos amantes de las letras y el arte, incluidos Rómulo Ernesto Durón, Luis Landa Escober, Froylán Turcios, Esteban Guardiola, Augusto C. Coello, formaron un comité para conmemorar los trescientos años de la obra Don Quijote de la Mancha de Miguel de Cervantes, solicitaron al presidente de Honduras Manuel Bonilla la construcción de un teatro nacional en honor al escritor español.
Solicitaron un decreto para la construcción de un coliseo que llevaría el nombre de “Teatro Cervantes”, más que un teatro, un coliseo, donde los capitalinos pudieran presenciar teatro, ópera, zarzuela y danza a la europea. El decreto de construcción se emitió el 4 de abril de 1905, desde el mismo año comenzó la construcción, el teatro se construyó en 10 años, con un modelo único en Centroamérica.

## Inauguración
Este teatro fue inaugurado con un baile de gala el 15 de septiembre de 1915 con el periodo presidencial de Francisco Bertrand quien apoyó la terminación de ya dicho teatro dos años después de la muerte del presidente Manuel Bonilla.

## Diseño

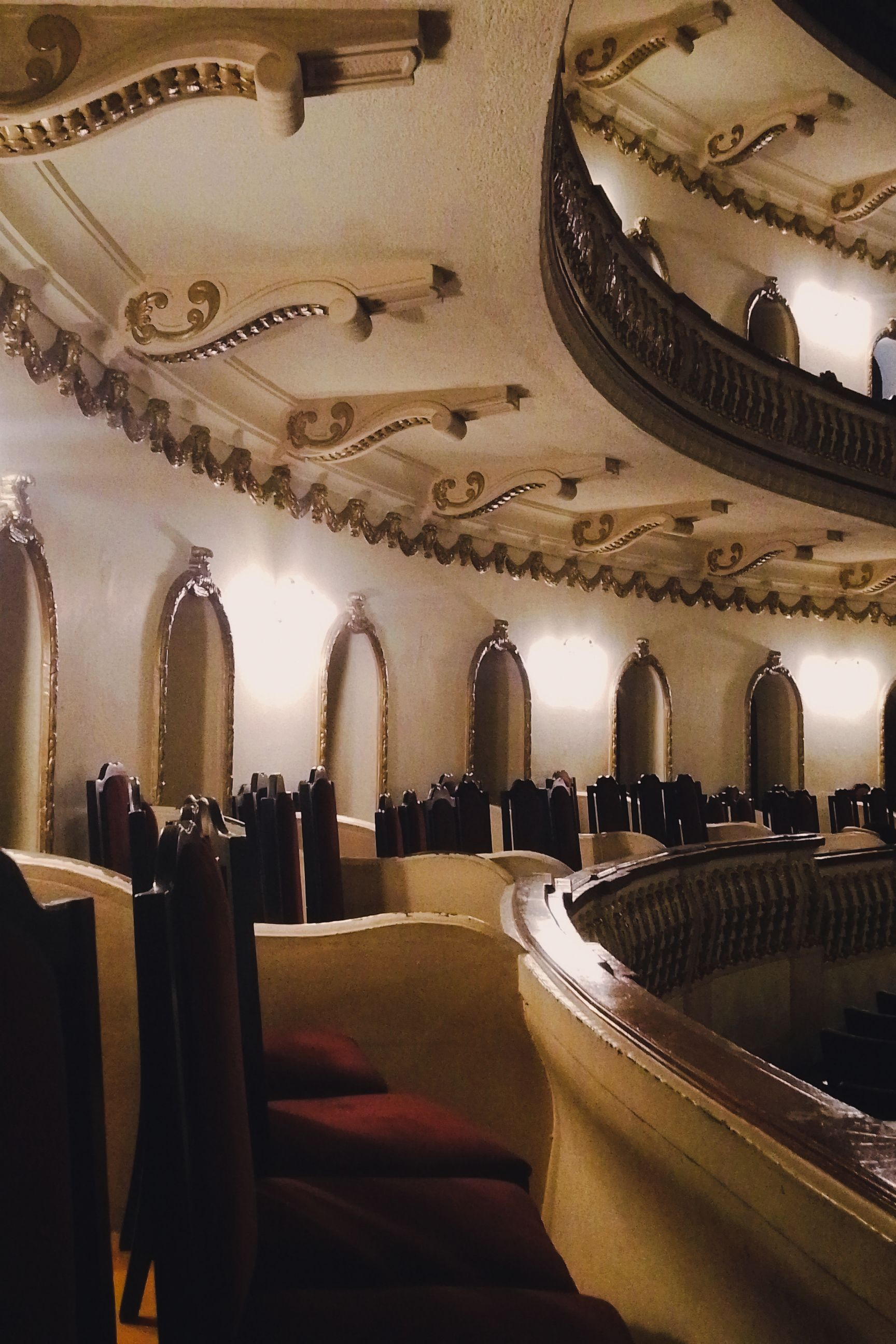
Palcos del teatro.

Está conformado por varios salones; platea, palcos, galería, foyer, vestíbulo, cafetería, guardarropa, decoración de murales, ubicado en el centro histórico de Tegucigalpa, cerca del Museo Nacional de Villa Roy.
.La parte externa está enchapada con piedra rosada (llamada "cantera"), con diseño renacentista, sus salones tienen motivos de paisajes hondureños, con medallones laterales en los palcos, las columnas que tenía en 1930 se le cambiaron en su primera restauración. Además tiene 18 lámparas para piso y 14 faroles de pie alrededor del pasamanos. Su fachada está revestida de piedra rosada con un diseño de estilo renacentista, mientras que los salones están adornados con motivos que rinden homenaje a los hermosos paisajes de Honduras. 
Del techo de lámina repujada penden cinco preciosas arañas decorativas, lámparas de cristal de Murano acentúan la sobriedad de la sala principal. En un inicio incluía la pintura de un enorme mural sobre la boca del escenario con alegoría del descubrimiento de América, pero en uno de esos crímenes que se cometen contra el arte se le dio una capa de pintura haciéndolo desaparecer.

## Restauraciones
Se ha cuidado y restaurado en cuatro ocasiones; en la última restauración se invirtieron 2.350.000 lempiras para mantener el teatro en forma óptima, durante la celebración de reapertura varios grupos de teatro nacionales embellecían las calles y la plaza Francisco Morazán, mientras dentro del teatro diversos grupos teatrales, bandas musicales y pintores celebraban el evento.

## Presentaciones
En el teatro nacional Manuel Bonilla se han realizado más de 10 000 presentaciones musicales, teatrales, óperas, en presentaciones que se realizan diariamente en varias funciones durante el día y la noche. Además se realizan otros eventos especiales durante el año.

### Premios Nacionales de Ciencia, Artes y Literatura
Todos los meses de septiembre se entregan los premios nacionales de Ciencia, Artes y Literatura en el Teatro Nacional Manuel Bonilla de la ciudad de Tegucigalpa, M.D.C. que corresponden al Premio Nacional de Ciencia José Cecilio del Valle, el Premio Nacional de Literatura Ramón Rosa, Los premios ERES y el Premio Nacional de Arte Pablo Zelaya Sierra. Los premios son auspiciados por la Unidad de Proyectos Cívicos y de Educación para Emergencias de la Secretaría de Educación Pública de Honduras, Casa Presidencial y la Secretaría de Cultura, Artes y Deportes de Honduras.

## Galería

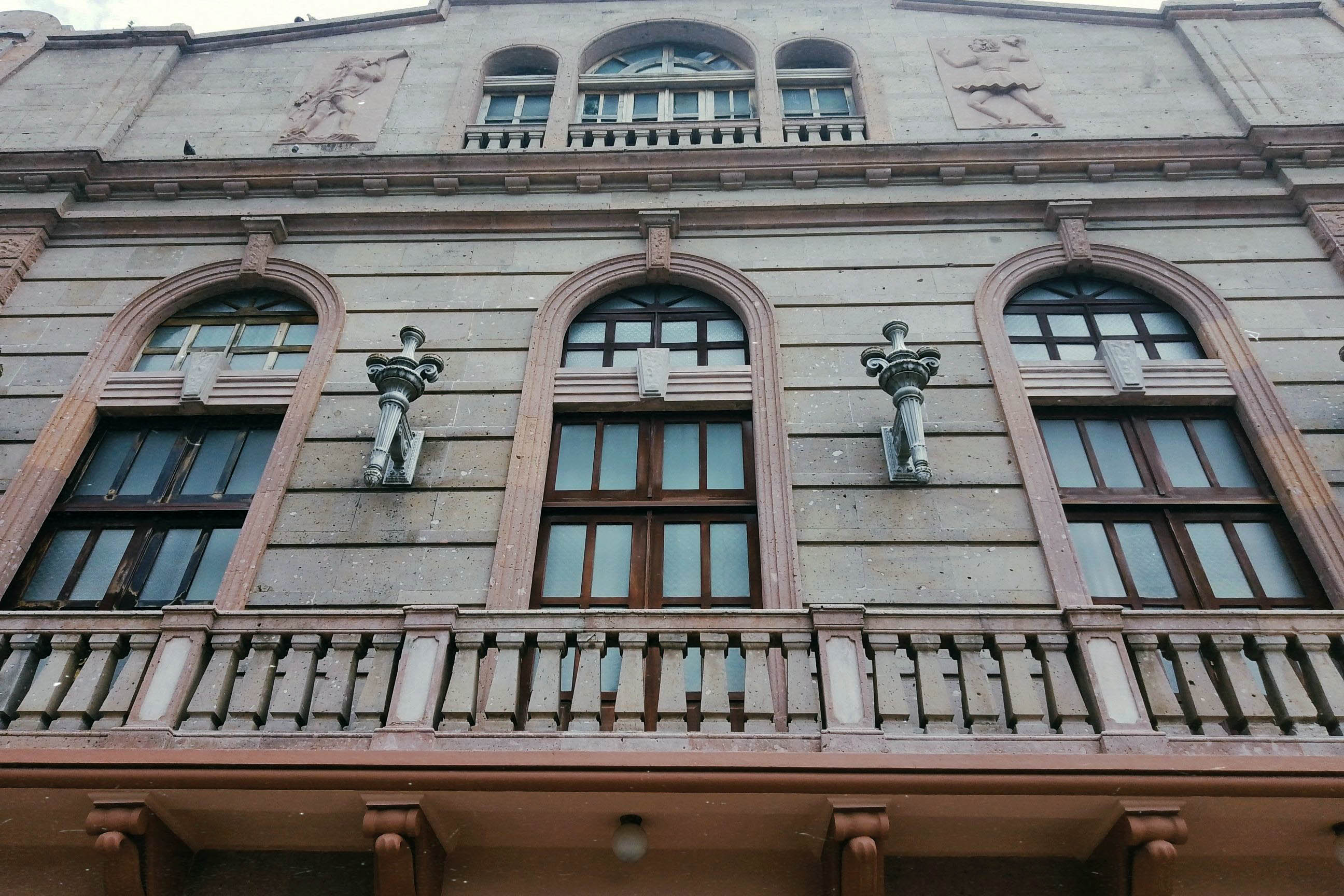
Fachada principal
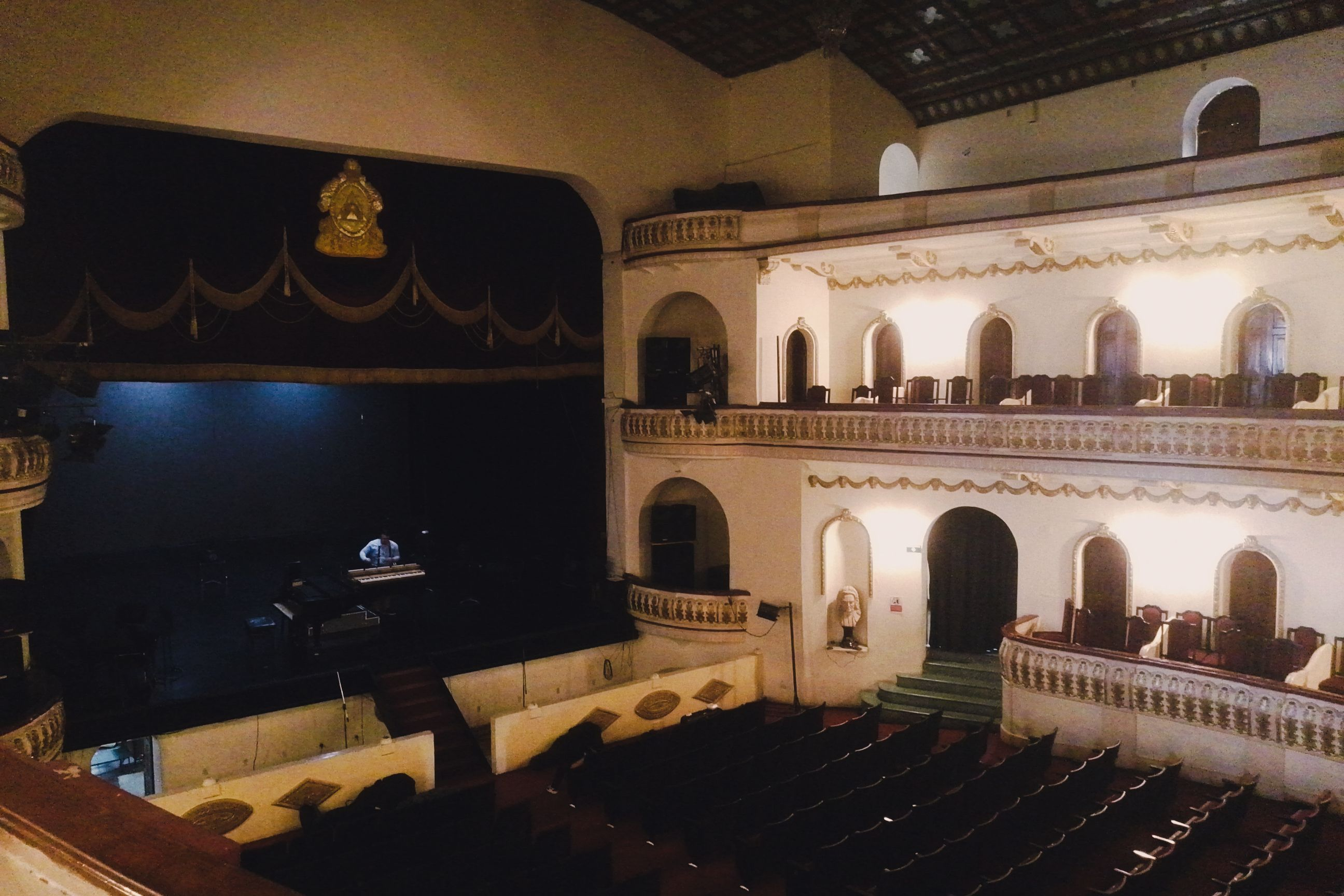
Vista al escenario
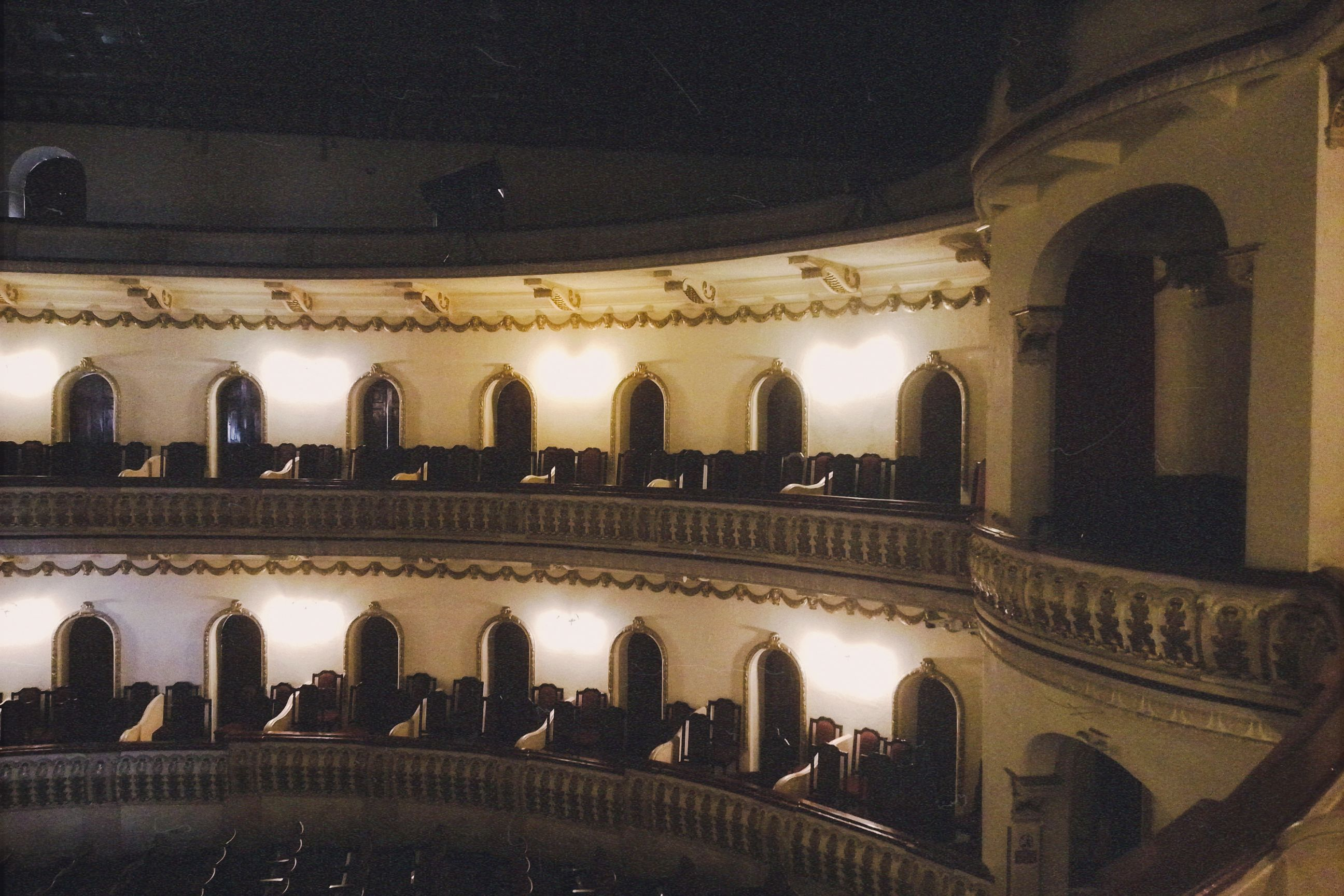
Vista a los palcos derechos
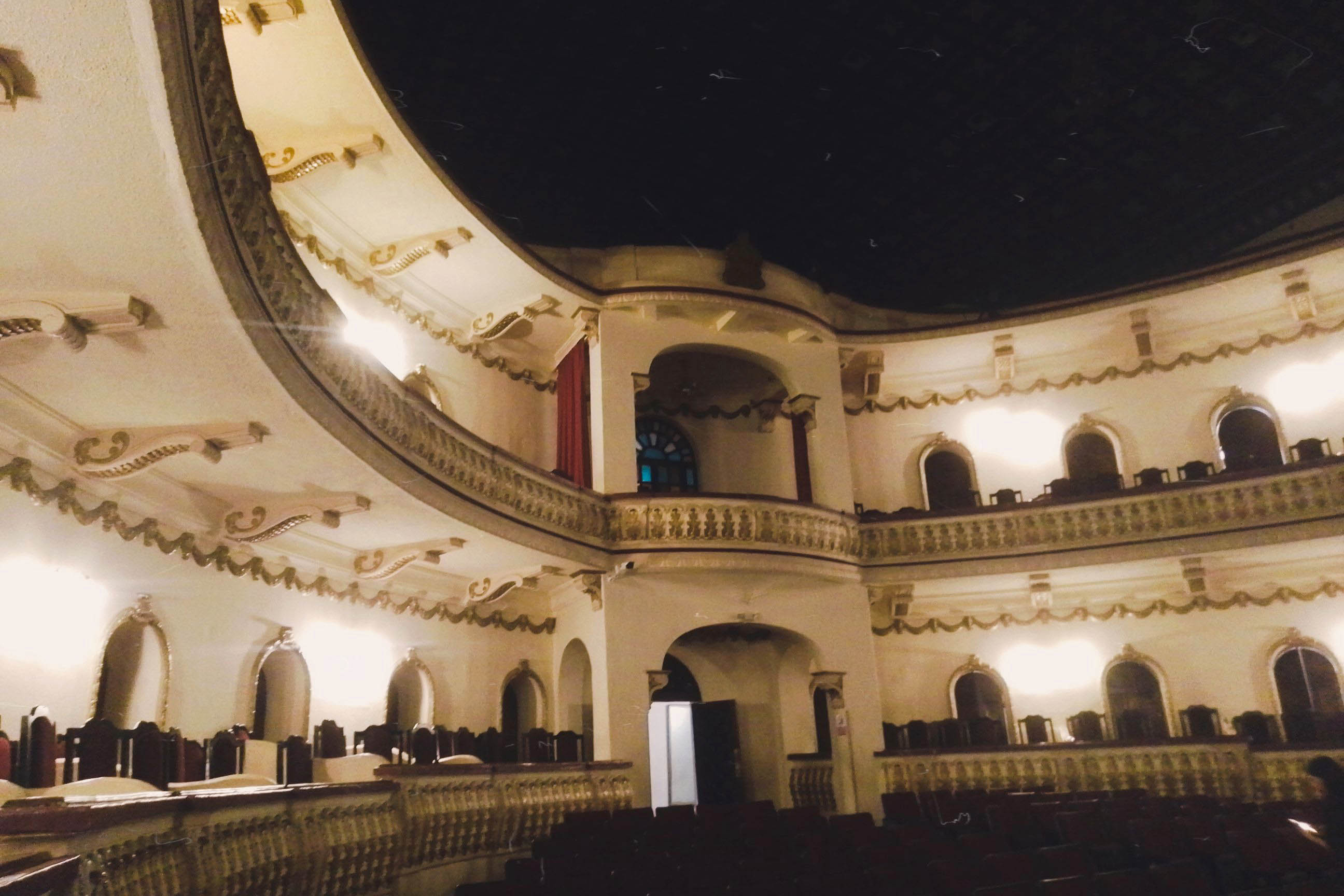
Vista alos palcos superiores
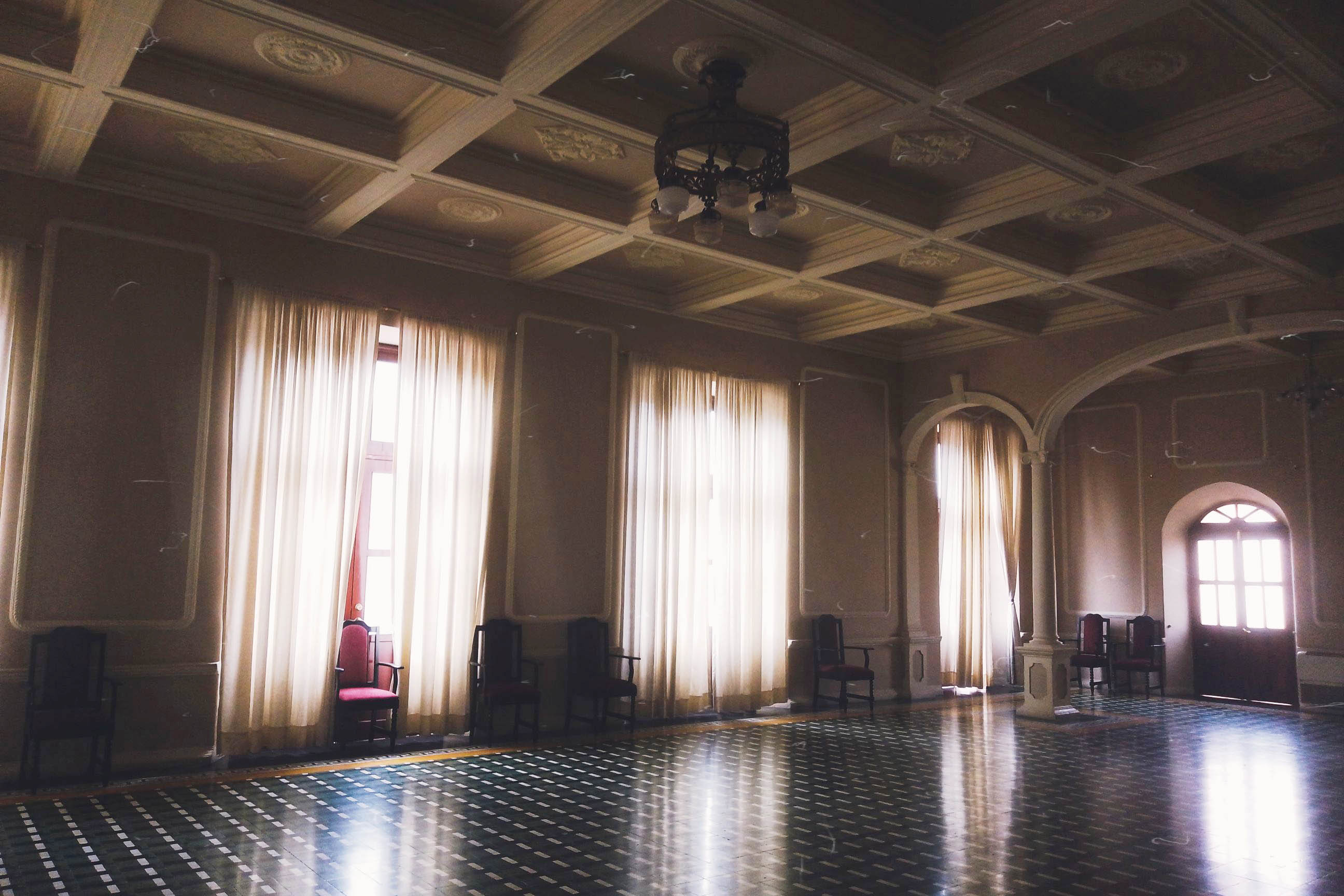
Salón del teatro